# Lista de episódios de One Piece (1.ª temporada)
A primeira temporada da série de anime One Piece foi produzida pela Toei Animation e dirigida por Konosuke Uda. A temporada é adaptada dos primeiros doze volumes do mangá de Eiichiro Oda, sendo transmitida no Japão pela TV Fuji de 20 de agosto de 1999 a 14 de março de 2001, totalizando 61 episódios. É intitulada Saga do East Blue (ＥＡＳＴ ＢＬＵＥ編, Īsuto Buru Hen) e inclui os primeiros 61 episódios. A primeira temporada mostra as façanhas do capitão pirata Monkey D. Luffy, enquanto ele reúne sua tripulação e parte para a Grand Line em busca do tesouro que dá nome ao título ao anime, o "One Piece".
Em 2004 a produtora 4Kids obteve a licença para traduzir e publicar a temporada com várias modificações. Entre as mudanças realizadas estavam a edição do conteúdo de alguns episódios, a fusão de alguns e o descarte de 18 deles, deixando a temporada com somente 44 episódios. A série estreiou nos Estados Unidos em 18 de setembro de 2004 através da FOX no bloco de programação Fox Box, terminando sua transmissão em 23 de julho de 2005. As trilhas sonoras de abertura, We Are! (ウ ィ ー ア ー, Wī Ā!), foram produzidas por Hiroshi Kitadani para os primeiros 47 episódios. A segunda abertura, que foi usada pelo resto da temporada, é "Believe" de Folder5. Já as trilhas de encerramento, sendo a primeira "Memories", para os primeiros 30 episódios, e a segunda "Run! Run! Run!" (para o resto da temporada), foram produzidas por Maki Otsuki. 
Os episódios em português do Brasil estão com a data da versão original exibida na Netflix e não as datas da transmissão da 4Kids.

## Romance Dawn
| N.º | Título em português Título original Título no Brasil | Exibição original      |
| --- | --- | ---------------------- |
| E1 | "One Piece: Derrote o Pirata Ganzack!" Transliteração: "Wan Pīsu: Taose! Kaizoku Gyanzakku" (em japonês: ワンピース 倒せ! 海賊ギャンザック)                                                                                                | 26 de julho de 1998    |
| Luffy e sua tripulação são atacados por um monstro gigante e Nami é levada. Luffy e Zoro chegam à praia, onde conhecem uma jovem, Medaka, e conhecem um pouco sobre a triste história da ilha. O pirata Ganzack sequestrou todos os homens da vila e os escravizou, incluindo o pai de Medaka. Luffy, Zoro e Medaka se infiltram na base de Ganzack para resgatar Nami e os aldeões. | |                        |
| 1 | "Eu Sou Luffy! O Homem Que Vai Se Tornar o Rei dos Piratas!" Transliteração: "Ore wa Rufi! Kaizoku Ō ni Naru Otoko Da!"" (em japonês: 俺はルフィ！海賊王になる男だ！) "Eu Sou Luffy! O Homem Que Será o Rei dos Piratas!"                  | 20 de outubro de 1999  |
| Um dos piratas de Alvida tenta abrir um barril capturado no mar, mas um menino emerge e acidentalmente o atinge. Os piratas restantes o atacam, mas o estranho os impede e diz que seu nome é Monkey D. Luffy. Luffy arrasta o escravo medroso do navio, Coby, para o porão, onde conversa com ele enquanto faz a limpa na comida. Coby revela seu sonho de ser um fuzileiro naval. Alvida confronta Luffy, mas ele escapa e derruba sua tripulação pirata com seu poder da Akuma no Mi. Luffy explica que ele comeu a fruta Gomu Gomu e, portanto, seu corpo adquiriu as propriedades de borracha. Coby, inspirado por Luffy, se defende quando Alvida os confronta. Luffy a derrota usando sua técnica Gomu Gomu Pistol. Ele e Coby navegam em um barco da tripulação de Alvida. Luffy pergunta a Coby sobre o famigerado caçador de piratas. Coby o informa que foi capturado pelos fuzileiros navais. Luffy anuncia sua intenção de convidar o caçador para se juntar à sua tripulação. | |                        |
| 2 | "Um Grande Espadachim Aparece! O Caçador de Piratas Roronoa Zoro" Transliteração: "Daikengō Arawaru! Kaizokugari Roronoa Zoro"" (em japonês: 大剣豪現る！海賊狩りロロノア・ゾロ) "O Grande Espadachim! O Caçador de Piratas Roronoa Zoro " | 17 de novembro de 1999 |
| Luffy e Coby chegam a uma ilha com uma grande base da Marinha, onde Luffy descobre o espadachim Roronoa Zoro amarrado a um poste. Rika, uma jovem, oferece a Zoro alguns bolinhos de arroz que ela mesma fez. Helmeppo, filho do Capitão da Marinha Morgan, descobre isso e manda Rika ser expulsa. Luffy pede a Zoro para se juntar à sua tripulação, mas Zoro se recusa e faz Luffy dar a ele os bolinhos de arroz. Luffy e Coby encontram Rika na cidade, que fica feliz em saber que Zoro gostou dos bolinhos de arroz. Ela diz a eles como Helmeppo trouxe seu cão de estimação vicioso em seu bar e que Zoro nocauteou para proteger todos dentro. Ele então fez um acordo com Helmeppo: se ele sobreviver amarrado a um poste sem comida ou água por trinta dias, então Helmeppo poupará a menina e sua mãe. No entanto, Helmeppo diz que executará Zoro no dia seguinte, apesar de sua palavra. Luffy dá um soco nele, e Helmeppo corre para contar a seu pai. Enquanto Luffy invade a base da Marinha para encontrar as espadas de Zoro, Coby tenta desamarrar Zoro e explica a situação para ele. Morgan ordena que ambos sejam executados. Os soldados abrem fogo, mas antes que as balas possam alcançá-los, Luffy salta da base e usa seu corpo de borracha para bloquear as balas. | |                        |
| 3 | "Morgan contra Luffy! Quem é Aquela Bela Misteriosa?" Transliteração: "Mōgan tai Rufi! Nazo no Bishōjo wa Dare?" (em japonês: モーガンＶＳルフィ！謎の美少女は誰？) "Morgan versus Luffy! Quem é essa Linda Jovem?"                        | 24 de novembro de 1999 |

| Topo da página |
| -------------- |

## Orange Town
| N.º                                 | Título em português Título original Título no Brasil | Exibição original      |
| ----------------------------------- | --- | ---------------------- |
| 4                                   | "O Passado de Luffy! Shanks, o Ruivo Aparece!" Transliteração: "Rufi no Kako! Akagami no Shankusu Tōjō" (em japonês: ルフィの過去！赤髪のシャンクス登場) "O Passado de Luffy! Entra em Cena Shanks, o Ruivo"                                            | 8 de dezembro de 1999  |
| Adaptado do mangá: capítulos 1, 8.  | |                        |
| 5                                   | "Medo: Poder Misterioso! O Capitão Pirata Buggy, o Palhaço!" Transliteração: "Kyōfu Nazo no Chikara! Kaizoku Dōke Bagī-senchō!" (em japonês: 恐怖 謎の力！海賊道化バギー船長！) "O Poder Misterioso e Assustador! O Capitão Funan, Buggy, o Palhaço!"   | 15 de dezembro de 1999 |
| Adaptado do mangá: capítulos 8–11.  | |                        |
| 6                                   | "Situação Desesperadora! Mohji, o Domador contra Luffy!" Transliteração: "Zettai Zetsumei! Mōjūtsukai Mōji VS Rufi!" (em japonês: 絶体絶命！猛獣使いモージＶＳルフィ！) "Situação Perigosa! O Domador de Feras Mohji versus Luffy!"                     | 29 de dezembro de 1999 |
| Adaptado do mangá: capítulos 11–15. | |                        |
| 7                                   | "Grande Duelo! Zoro, o Espadachim contra Cabaji, o Acrobata!" Transliteração: "Sōzetsu Kettō! Kengō Zoro VS Kyokugei no Kabaji!" (em japonês: 壮絶決闘！剣豪ゾロＶＳ曲芸のカバジ！) "Grande Duelo! Zoro, o Espadachim versus Cabaji, o Acrobata!"       | 29 de dezembro de 1999 |
| Adaptado do mangá: capítulos 15–18. | |                        |
| 8                                   | "Quem Será o Vencedor? Confronto de Habilidades da Fruta do Diabo!" Transliteração: "Shōsha wa Dotchi? Akuma no Mi no Nōryoku Taiketsu!" (em japonês: 勝者はどっち？悪魔の実の能力対決！) "Quem Vai Vencer? A Batalha entre os Poderes do Akuma no Mi!" | 29 de dezembro de 1999 |
| Adaptado do mangá: capítulos 19–21. | |                        |

| Topo da página |
| -------------- |

## Syrup Village
| N.º                                 | Título em português Título original Título no Brasil | Exibição original       |
| ----------------------------------- | --- | ----------------------- |
| 9                                   | "Honorável Mentiroso? Capitão Usopp" Transliteração: "Seigi no Usotsuki? Kyaputen Usoppu" (em japonês: 正義のうそつき？キャプテンウソップ) "O Mentiroso Honrado? O Capitão Usopp"                                                                                                  | 12 de janeiro de 2000   |
| Adaptado do mangá: capítulos 23–24. | |                         |
| 10                                  | "O Homem Mais Estranho do Mundo! Jango, o Hipnotizador!" Transliteração: "Shijō Saikyō no Hen na Yatsu! Saiminjutsushi Jango" (em japonês: 史上最強の変な奴！催眠術師ジャンゴ) "O Homem Mais Esquisito da Terra! Jango, O Hipinoyizador!"                                          | 19 de janeiro de 2000   |
| Adaptado do mangá: capítulos 24–26. | |                         |
| 11                                  | "Revelando a Conspiração! O Pirata Mordomo, Capitão Kuro" Transliteração: "Inbō o Abake! Kaizoku Shitsuji Kyaputen Kuro" (em japonês: 陰謀を暴け！海賊執事キャプテンクロ) "Conspiração Revelada! O Pirata Mordomo, Capitão Kuro"                                                   | 26 de janeiro de 2000   |
| Adaptado do mangá: capítulos 26–27. | |                         |
| 12                                  | "Impacto Violento! Grupo de Piratas do Kuro. Ataques e Defesas Incríveis na Ladeira!" Transliteração: "Gekitotsu! Kuroneko Kaizoku-dan Sakamichi no Daikōbō!" (em japonês: 激突！クロネコ海賊団坂道の大攻防！) "Batalha contra os Piratas do Gato Preto! Combate no Desfiladeiro!" | 2 de fevereiro de 2000  |
| Adaptado do mangá: capítulos 28–30. | |                         |
| 13                                  | "A Temível Dupla! Os Irmãos Nyaban contra Zoro" Transliteração: "Kyōfu no Futarigumi! Nyāban Burazāsu VS Zoro" (em japonês: ニャーバン兄弟（ブラザーズ）ＶＳゾロ) "A Dupla Terrível! Os Irmãos Nyaban versus Zoro"                                                                 | 9 de fevereiro de 2000  |
| Adaptado do mangá: capítulos 30–32. | |                         |
| 14                                  | "O Retorno de Luffy! A Incrível Persistência da Senhorita Kaya" Transliteração: "Rufi Fukkatsu! Kaya-ojōsama no Kesshi no Teikō" (em japonês: ルフィ復活！カヤお嬢様の決死の抵抗) "Luffy Retorna! O Esforço Desesperado de Kaya!"                                                  | 16 de fevereiro de 2000 |
| Adaptado do mangá: capítulos 33–34. | |                         |
| 15                                  | "Derrote Kuro! As Lágrimas da Decisão de um Homem Chamado Usopp!" Transliteração: "Kuro o Taose! Otoko Usoppu Namida no Ketsui" (em japonês: クロを倒せ！男ウソップ涙の決意！) "Derrotem Kuro! A Determinação Sofrida de Usopp!"                                                   | 23 de fevereiro de 2000 |
| Adaptado do mangá: capítulos 35–37. | |                         |
| 16                                  | "Protejam Kaya! O Grandioso Trabalho dos Piratas de Usopp!" Transliteração: "Kaya o Mamore! Usoppu Kaizoku-dan dai Katsuyaku!" (em japonês: カヤを守れ！ウソップ海賊団大活躍！) "Protejam a Kaya! Os Piratas de Usopp Entram em Ação!"                                             | 1 de março de 2000      |
| Adaptado do mangá: capítulos 38–39. | |                         |
| F1                                  | |                         |
| 17                                  | "Explosão de Raiva! O Fim da Batalha entre Kuro e Luffy!" Transliteração: "Ikari Bakuhatsu! Kuro VS Rufi Ketchaku no Yukue!" (em japonês: 怒り爆発！クロＶＳルフィ決着の行方！) "Explosão de Fúria! Kuro versus Luffy, a Batalha Final!"                                           | 8 de março de 2000      |
| Adaptado do mangá: capítulos 39–41. | |                         |
| 18                                  | "Você É uma Raridade! Gaimon e seus Estranhos Amigos!" Transliteração: "Anta ga Chinjū! Gaimon to Kimyō na Nakama" (em japonês: あんたが珍獣！ガイモンと奇妙な仲間) "Você É um Animal Raro! Gaimon e seus Bizarros Companheiros!"                                                  | 15 de março de 2000     |
| Adaptado do mangá: capítulos 22–42. | |                         |

## Baratie
| N.º                                   | Título em português Título original Título no Brasil | Exibição original   |
| ------------------------------------- | --- | ------------------- |
| 19                                    | "Teste! O Juramento de Zoro e Kuina!" Transliteração: "Santōryū no Kako! Zoro to Kuina no Chikai" (em japonês: 三刀流の過去！ゾロとくいなの誓い！) "O Passado do Santouryuu! A Promessa de Zoro e Kuina!"                                                                                  | 22 de março de 2000 |
| Adaptado do mangá: capítulos 5–42.    | |                     |
| 20                                    | "O Famoso Cozinheiro! Sanji do Restaurante Flutuante" Transliteração: "Meibutsu Kokku! Kaijō Resutoran no Sanji" (em japonês: 名物コック！海上レストランのサンジ) "O Famoso Cozinheiro! Sanji do Restaurante Flutuante"                                                                    | 12 de abril de 2000 |
| Adaptado do mangá: capítulos 42–43.   | |                     |
| 21                                    | "Um Cliente Indesejado! A Comida de Sanji e a Gratidão de Gin" Transliteração: "Manekarezaru Kyaku! Sanji no Meshi to Gin no On" (em japonês: 招かれざる客！サンジの飯とギン恩) "Cliente Inesperado! A Comida de Sanji e a Graça de Gin!"                                                  | 12 de abril de 2000 |
| Adaptado do mangá: capítulos 44–45.   | |                     |
| 22                                    | "A Frota Pirata mais Poderosa! Capitão Don Krieg" Transliteração: "Saikyō no Kaizoku Kantai! Teitoku Don Kurīku" (em japonês: 最強の海賊艦隊！提督ドン・クリーク) "A Frota de Piratas mais Poderosa! Eis o Capitão Don Krieg"                                                              | 26 de abril de 2000 |
| Adaptado do mangá: capítulos 46–47.   | |                     |
| 23                                    | "Protejam o Baratie! O Grande Pirata da Perna Vermelha, Zeff" Transliteração: "Mamore Baratie! Dai Kaizoku – Akaashi no Zefu" (em japonês: 守れバラティエ！大海賊・赫足のゼフ) "Protejam o Baratie! Zeff, o Grande Pirata da Perna Ruiva"                                                  | 3 de maio de 2000   |
| Adaptado do mangá: capítulos 46–47.   | |                     |
| 24                                    | "Mihawk, Olhos de Gavião! Zoro, o Espadachim Cai no Mar" Transliteração: "Taka no Me no Mihōku! Kengō Zoro Umi ni Chiru" (em japonês: 鷹の目のミホーク！剣豪ゾロ海に散る) "Mihawk, Olhos de Gavião! O Espadachim Zoro à Deriva"                                                            | 10 de maio de 2000  |
| Adaptado do mangá: capítulos 50–52.   | |                     |
| 25                                    | "Sequência de Chutes Mortais! Sanji contra Pearl, a Parede de Ferro" Transliteração: "Hissatsu Ashiwaza Sakuretsu! Sanji VS Teppeki no Pāru" (em japonês: 必殺足技炸裂！サンジＶＳ鉄壁のパール) "O Despertar dos Chutes Implacáveis! Sanji versus Pearl, a Muralha de Ferro"               | 17 de maio de 2000  |
| Adaptado do mangá: capítulos 53–55.   | |                     |
| 26                                    | "O Objetivo de Zeff e Sanji. O Mar dos Sonhos, All Blue" Transliteração: "Zefu to Sanji no Yume Maboroshi no Ōruburū" (em japonês: ゼフとサンジの夢 幻のオールブルー) "O Ideal de Zeff Sanji: O Mar dos Sonhos, All Blue!"                                                                 | 24 de maio de 2000  |
| Adaptado do mangá: capítulos 56–59.   | |                     |
| 27                                    | "O Homem Demoníaco e de Sangue Frio. O Comandante de Batalha da Tripulação Pirata, Gin" Transliteração: "Reitetsu Hijō no Kijin Kaizoku Kantai Sōchō Gin" (em japonês: 冷徹非常の鬼人 海賊艦隊総隊長ギン) "O Homem Demoníaco e Sem Coração! Gin, o Comandante de Batalha da Frota Pirata " | 31 de maio de 2000  |
| Adaptado do mangá: capítulos 59–62.   | |                     |
| 28                                    | "Eu Não Vou Morrer! Desfecho: Luffy contra Krieg!" Transliteração: "Shinanee yo! Gekitō Rufi VS Kurīku!" (em japonês: 死なねェよ！激闘ルフィＶＳクリーク！) "Não Vou Morrer! Luffy versus Krieg! O Desfecho!"                                                                              | 7 de junho de 2000  |
| Adaptado do mangá: capítulos 62–64.   | |                     |
| 29                                    | "O Resultado de uma Batalha Mortal! A Lança Interior!" Transliteração: "Shitō no Ketchaku! Hara ni Kukutta Ippon no Yari!" (em japonês: 死闘の決着！腹にくくった１本の槍！) "O Desfecho de uma Batalha Mortal! A Lança Feita de Determinação!"                                             | 21 de junho de 2000 |
| Adaptado do mangá: capítulos 65 e 66. | |                     |
| 30                                    | "Partida! O Cozinheiro do Mar e Luffy Viajam Juntos" Transliteração: "Tabidachi! Umi no Kokku wa Rufi to Tomo Ni" (em japonês: 旅立ち!海のコックはルフィとともに) "A Despedida! O Cozinheiro do Mar e Luffy Partem Juntos!"                                                                | 28 de junho de 2000 |
| Adaptado do mangá: capítulos 67–68.   | |                     |

## Arlong Park
| N.º                                   | Título em português Título original Título no Brasil | Exibição original      |
| ------------------------------------- | --- | ---------------------- |
| 31                                    | "O Homem mais Terrível do Mar do Leste! Arlong, da Gangue dos Tritões!" Transliteração: "Higashi no Umi Saiaku no Otoko! Gyojin Kaizoku Āron!" (em japonês: 東の海最悪の男！魚人海賊アーロン！) "O Homem Mais Poderoso de East Blue! Arlong, o Homem-Peixe!" | 12 de julho de 2000    |
| Adaptado do mangá: capítulos 69–71.   | |                        |
| 32                                    | "A Bruxa da Vila Kokoyashi! A Administradora de Arlong" Transliteração: "Kokoyashi Mura no Majo! Āron no On'nakanbu" (em japonês: ココヤシ村の魔女！アーロンの女幹部) "A Bruxa do Vilarejo Cocoyashi! A Oficial de Arlong"                                   | 19 de julho de 2000    |
| Adaptado do mangá: capítulos 70–73.   | |                        |
| 33                                    | "Usopp Vai Morrer?! Luffy ainda Não Desembarcou?" Transliteração: "Usoppu Shisu? Rufi Jōriku wa Mada?" (em japonês: ウソップ死す?!ルフィ上陸はまだ？) "A Morte de Usopp?! Luffy Ainda Não Chegou?"                                                           | 19 de julho de 2000    |
| Adaptado do mangá: capítulos 73–75.   | |                        |
| 34                                    | "Reunidos! Usopp Conta a Verdadeira História de Nami" Transliteração: "Zen'in Shūketsu! Usoppu ga Kataru Nami no Shinjitsu" (em japonês: 全員集結！ウソップが語るナミの真実) "Todos Reunidos! Usopp Conta a Verdadeira História de Nami!"                    | 26 de julho de 2000    |
| Adaptado do mangá: capítulos 75–77.   | |                        |
| 35                                    | "O Passado Escondido! A Guerreira Belle-mère!" Transliteração: "Himerareta Kako! On'nasenshi Berumēru!" (em japonês: 秘められた過去！女戦士ベルメール！) "O Passado Secreto! A Lutadora Bell-mère!"                                                          | 2 de agosto de 2000    |
| Adaptado do mangá: capítulos 77 e 78. | |                        |
| 36                                    | "Sobrevivam! A Mãe Belle-mère e a Família de Nami!" Transliteração: "Ikinuke! Haha Berumēru to Nami no Kizuna!" (em japonês: 生き抜け！母ベルメールとナミの絆！) "Sobreviva! Bell-Mère e os Laços com Nami!"                                                 | 9 de agosto de 2000    |
| Adaptado do mangá: capítulos 78–80.   | |                        |
| 37                                    | "Luffy se Levanta! O Fim de uma Promessa Quebrada!" Transliteração: "Rufi Tatsu! Uragirareta Yakusoku no Ketsumatsu!" (em japonês: ルフィ立つ！裏切られた約束の結末！) "Luffy Intervém! Uma Promessa Quebrada!"                                              | 16 de agosto de 2000   |
| Adaptado do mangá: capítulos 80 e 81. | |                        |
| 38                                    | "Luffy em Apuros! Tritões contra os Piratas do Chapéu de Palha!" Transliteração: "Rufi Dai Pinchi! Gyojin VS Rufi Kaizoku-dan" (em japonês: ルフィ大ピンチ！魚人ＶＳルフィ海賊団) "Luffy em Apuros! Os Homens-Peixe versus o Bando Pirata do Luffy"          | 23 de agosto de 2000   |
| Adaptado do mangá: capítulos 82 e 83. | |                        |
| 39                                    | "Luffy Submerge! Zoro contra o Polvo Hatchan" Transliteração: "Rufi Suibotsu! Zoro VS Tako no Hatchan" (em japonês: ルフィ水没！ゾロＶＳタコのはっちゃん) "Luffy Se Afogando! Zoro versus Hatchan, o Polvo!"                                                 | 30 de agosto de 2000   |
| Adaptado do mangá: capítulos 84–86.   | |                        |
| 40                                    | "Guerreiros Orgulhosos! A Violenta Batalha de Sanji e Usopp" Transliteração: "Hokori Takaki Senshi! Gekitō Sanji to Usoppu" (em japonês: 誇り高き戦士！激闘サンジとウソップ) "Bravos e Orgulhosos Guerreiros! A Dramática Batalha de Sanji e Usopp"          | 6 de setembro de 2000  |
| Adaptado do mangá: capítulos 86–88.   | |                        |
| 41                                    | "A Investida de Luffy! A Decisão de Nami e do Chapéu de Palha" Transliteração: "Rufi Zenkai! Nami no Ketsui to Mugiwara Bōshi" (em japonês: ルフィ全開！ナミの決意と麦わら帽子) "O Melhor de Luffy! A Coragem de Nami e do Chapéu de Palha"                  | 13 de setembro de 2000 |
| Adaptado do mangá: capítulos 88–90.   | |                        |
| 42                                    | "Explosão! O Tritão Arlong. Ataque Feroz Sob o Mar!" Transliteração: "Sakuretsu! Gyojin Āron Umi Kara no Mōkōgeki!" (em japonês: 炸裂！魚人アーロン海からの猛攻撃！) "Implacável! O Ataque Voraz de Arlong!"                                                 | 27 de setembro de 2000 |
| Adaptado do mangá: capítulos 90–92.   | |                        |
| 43                                    | "O Fim do Império dos Homens-Peixe! Nami É minha Companheira!" Transliteração: "Gyojin Teikoku no Owari! Nami wa Ore no Nakama da!" (em japonês: 魚人帝国の終わり！ナミは俺の仲間だ！) "O Fim do Império dos Homens-Peixe! Nami É minha Companheira!"        | 27 de setembro de 2000 |
| Adaptado do mangá: capítulos 93–94.   | |                        |
| 44                                    | "Partida Sorridente! Adeus Cidade Natal, Vila Cocoyashi" Transliteração: "Egao no Tabitachi! Saraba Kokyō" (em japonês: 笑顔の旅立ち！さらば故郷ココヤシ村) "Viajando com um Sorriso no Rosto! Adeus minha Vila Kokoyashi!"                                  | 11 de outubro de 2000  |
| Adaptado do mangá: capítulo 95.       | |                        |
| 45                                    | "Procura-se! O Mundo Conhece Luffy do Chapéu de Palha!" Transliteração: "Shōkinkubi! Mugiwara no Rufi yo ni Shirewataru" (em japonês: 賞金首！麦わらのルフィ世に知れ渡る) "Recompensa! Luffy do Chapéu de Palha Ficou Famoso!"                               | 25 de outubro de 2000  |
| Adaptado do mangá: capítulo 96.       | |                        |

## Aventuras do Pequeno Buggy
| N.º                                  | Título em português Título original Título no Brasil | Exibição original     |
| ------------------------------------ | --- | --------------------- |
| 46                                   | "Atrás do Chapéu de Palha! A Grande Aventura do Pequeno Buggy" Transliteração: "Mugiwara o Oe! Chiisana Bagī no Dai Bōken" (em japonês: 麦わらを追え！小さなバギーの大冒険) "Atrás do Chapéu de Palha! A Grande o Pequeno Buggy!" | 1 de novembro de 2000 |
| Adaptado do mangá: História de capa. | |                       |
| 47                                   | "Você Esteve Esperando Por Isso! O Retorno do Capitão Buggy" Transliteração: "Omachi Ka Ne! Aa Fukkatsu no Bagī Senchō" (em japonês: お待ちかね!ああ復活のバギー船長) "A Espera Acabou!A Volta do Capitão Buggy, o Palhaço!"      | 8 de novembro de 2000 |
| Adaptado do mangá: História de capa. | |                       |

## Loguetown
| N.º                                                       | Título em português Título original Título no Brasil | Exibição original      |
| --------------------------------------------------------- | --- | ---------------------- |
| 48                                                        | "A Cidade do Começo e do Fim. A Chegada em Loguetown" Transliteração: "Hajimari to Owari no Machi – Rōgutaun Jōriku" (em japonês: 始まりと終わりの町·ローグタウン上陸) "A Cidade do Começo e do Fim! Chegamos em Loguetown!"                                                     | 22 de novembro de 2000 |
| Adaptado do mangá: capítulos 97–98.                       | |                        |
| 49                                                        | "Sandai Kitetsu e Yubashiri! As Novas Espadas de Zoro e a Sargento" Transliteração: "Sandai Kitetsu to Yubashiri! Zoro no Shintō to Josōchō" (em japonês: 三代鬼徹と雪走！ゾロの新刀と女曹長) "Sandai Kitetsu e Yubashiri! As Novas Espadas de Zoro e a Sargento-mor da Marinha" | 22 de novembro de 2000 |
| Semifiller. Adaptado parcialmente do mangá: capítulo 97.  | |                        |
| 50                                                        | "Usopp contra Daddy, Carregador de Crianças. O Duelo em Plena Luz do Dia" Transliteração: "Usoppu VS Kozure no Dadi Mahiru no Kettō" (em japonês: ウソップＶＳ子連れのダディ 真昼の決闘) "Duelo à Luz do Dia! Usopp versus Daddy, o Pai"                                         | 29 de novembro de 2000 |
| Filler                                                    | |                        |
| 51                                                        | "Uma Incandescente Batalha Culinária? Sanji contra a Chef Espetacular" Transliteração: "Honō no Ryōri Batoru? Sanji VS Bijin Shefu" (em japonês: 炎の料理バトル？サンジＶＳ美人シェフ) "Uma Ardente Batalha na Cozinha! Sanji versus a Linda Chefe"                              | 6 de dezembro de 2000  |
| Semifiller. Adaptado parcialmente do mangá: capítulos 98. | |                        |
| 52                                                        | "A Revanche de Buggy! O Homem que Sorri na Plataforma de Execução!" Transliteração: "Bagī no Ribenji! Shokeidai de Warau Otoko!" (em japonês: バギーのリベンジ！処刑台で笑う男！) "A Vingança de Buggy! O Homem Que Ri no Cadafalso!"                                            | 13 de dezembro de 2000 |
| Adaptado do mangá: capítulos 98–100.                      | |                        |
| E1                                                        | "Árvore Genealógica de Luffy! Uma Aventura Marítima Inexplorada" Transliteração: "Luffy Rakka! Hikyou: Umi no Heso no Daibouken" (em japonês: ルフィの家系！未踏の海の大冒険) | 20 de dezembro de 2000 |
| Primeiro especial da franquia.                            | |                        |
| 53                                                        | "A Lenda Começou! Em Direção a Grand Line" Transliteração: "Densetsu wa Hajimatta! Mezase Idai Naru Kōro" (em japonês: 伝説は始まった！目指せ偉大なる航路（グランドライン）) "O Começo da Lenda! Rumo à Grand Line!"                                                             | 10 de janeiro de 2001  |
| Adaptado do mangá: capítulo 100.                          | |                        |

## Dragão Milenar
| N.º                                           | Título em português Título original Título no Brasil | Exibição original       |
| --------------------------------------------- | --- | ----------------------- |
| 54                                            | "Pressentimento de uma Nova Aventura! Apis, a Garota Misteriosa" Transliteração: "Arata Naru Bōken no Yokan! Nazo no Shōjo Apisu" (em japonês: 新たなる冒険の予感！謎の少女アピス) "Uma Nova Aventura! Apis, a Garota Misteriosa"                   | 17 de janeiro de 2001   |
| Filler.                                       | |                         |
| 55                                            | "A Criatura Milagrosa! O Segredo de Apis e a Ilha Lendária" Transliteração: "Kiseki no Ikimono! Apisu no Himitsu to Densetsu no Shima" (em japonês: 奇跡の生物！アピスの秘密と伝説の島) "A Criatura Milagrosa! O Segredo de Apis e a Ilha Lendária" | 24 de janeiro de 2001   |
| Filler.                                       | |                         |
| 56                                            | "O Ataque de Erik! A Grande Fuga da Ilha Gunkan!" Transliteração: "Erikku Shutsugeki! Gunkanjima Kara no Dai Dasshutsu!" (em japonês: エリック出撃！軍艦島からの大脱出！) "O Ataque de Erik! A Grande Fuga da Ilha Gunkan!"                         | 31 de janeiro de 2001   |
| Filler.                                       | |                         |
| 57                                            | "A Ilha Solitária em um Mar Distante! A Lendária Lost" Transliteração: "Zekkai no Kotō! Densetsu no Rosuto Airando" (em japonês: 絶海の孤島！伝説のロストアイランド) "A Ilha Isolada em um Mar Distante! A Lendária Lost Island!"                   | 7 de fevereiro de 2001  |
| Filler.                                       | |                         |
| 58                                            | "O Duelo nas Ruínas! O Tenso Zoro contra Erik!" Transliteração: "Haikyō no Kettō! Kinpaku no Zoro VS Erikku!" (em japonês: 廃墟の決闘！緊迫のゾロＶＳエリック!) "Batalha nas Ruínas! O Zoro Nervoso versus Erik"                                    | 21 de fevereiro de 2001 |
| Filler.                                       | |                         |
| 59                                            | "Luffy completamente Cercado! O Plano Secreto do Comodoro Nelson" Transliteração: "Rufu Kanzen Hōi! Teitoku Neruson no Hissaku" (em japonês: ルフィ完全包囲！提督ネルソンの秘策) "Luffy Encurralado! O Plano Secreto do Almirante Nelson"           | 21 de fevereiro de 2001 |
| Filler.                                       | |                         |
| 60                                            | "Aquele que Voa sobre os Céus! A Lenda Milenar Renasce!" Transliteração: "Ōsora o Mau Mono! Yomigaeru Sennen no Densetsu!" (em japonês: 大空を舞うもの！甦える千年の伝説！) "Aquele Que Voa pelos Céus! Renasce a Lenda Milenar!"                   | 28 de fevereiro de 2001 |
| Filler.                                       | |                         |
| F2                                            | "Aventura na Ilha Nejimaki" Transliteração: "Nejimaki Jimanobōken" (em japonês: ねじまき島の冒険) | 3 de março de 2001      |
| Segundo filme da franquia.                    | |                         |
| 61                                            | "Fúria na Decisão! Superem a Red Line!" Transliteração: "Ikari no Ketchaku! Akai Dairiku o Norikoero!" (em japonês: 怒りの決着！赤い大陸（レッドライン）を乗り越えろ！) "Decisão Furiosa! Atravessem a Red Line!"                                   | 7 de março de 2001      |
| Adaptado parcialmente do mangá: capítulo 101. | |                         |

| Topo da página |
| -------------- |